# Nazionale femminile di pallavolo dell'Iran
La nazionale femminile di pallavolo dell'Iran è una squadra asiatica ed oceaniana composta dalle migliori giocatrici di pallavolo dell'Iran ed è posta sotto l'egida della Federazione pallavolistica dell'Iran.

## Rosa
Segue la rosa delle giocatrici convocate per l'AVC Challenge Cup 2024.
| N° | Nome                         | Ruolo | Data di nascita  | Squadra  |
| -- | ---------------------------- | ----- | ---------------- | -------- |
| 1  | Aymak Salamatgharamaleki     | O     | 31 dicembre 2000 | Saipa    |
| 2  | Dorsa Fallah Kordkheili      | P     | 12 giugno 2007   | -        |
| 3  | Hedieh Taleifarkhondeh       | S     | 1º aprile 2006   | -        |
| 5  | Mohadeseh Moshtaghi Khouzani | L     | 20 aprile 1999   | -        |
| 7  | Shaghayegh Hassan Khani      | S     | 1º gennaio 2006  | Zob Ahan |
| 9  | Reyhane Karimi               | C     | 1º giugno 2002   | -        |
| 10 | Zahra Karimi                 | C     | 15 febbraio 2002 | Saipa    |
| 12 | Negar Hashemi Seyedeh        | L     | 3 maggio 2007    | -        |
| 13 | Reyhaneh Fazeli              | C     | 14 febbraio 2005 | -        |
| 15 | Fatemeh Khalili Chermahini   | S     | 22 maggio 2002   | Saipa    |
| 16 | Mobina Ghafarian Anbarani    | C     | 28 dicembre 2005 | -        |
| 18 | Elaheh Poorsaleh             | S     | 26 aprile 2003   | Zob Ahan |
| 20 | Diana Rashidi Mehrabadi      | P     | 1º gennaio 2006  | Paykan   |
| 22 | Sepinood Dastbarjan          | O     | 5 maggio 2005    | -        |

## Risultati

### Competizioni AVC
| 1975 | non qualificata | -            |
| 1979 | non qualificata | -            |
| 1983 | non qualificata | -            |
| 1987 | non qualificata | -            |
| 1989 | non qualificata | -            |
| 1991 | non qualificata | -            |
| 1993 | non qualificata | -            |
| 1995 | non qualificata | -            |
| 1997 | non qualificata | -            |
| 1999 | non qualificata | -            |
| 2001 | non qualificata | -            |
| 2003 | non qualificata | -            |
| 2005 | non qualificata | -            |
| 2007 | 12º posto       | Convocazioni |
| 2009 | 8º posto        | Convocazioni |
| 2011 | 8º posto        | Convocazioni |
| 2013 | 8º posto        | Convocazioni |
| 2015 | 8º posto        | Convocazioni |
| 2017 | 9º posto        | Convocazioni |
| 2019 | 7º posto        | Convocazioni |
| 2023 | 10º posto       | Convocazioni |

| 2008 | non qualificata | -            |
| 2010 | 8º posto        | Convocazioni |
| 2012 | 8º posto        | Convocazioni |
| 2014 | 7º posto        | Convocazioni |
| 2016 | 6º posto        | Convocazioni |
| 2018 | 8º posto        | Convocazioni |
| 2022 | 7º posto        | Convocazioni |

| 2022 | non qualificata | -            |
| 2023 | 5º posto        | Convocazioni |
| 2024 | 6º posto        | Convocazioni |
| 2025 | 6º posto        | Convocazioni |

### Competizioni zonali
| 1962 | non qualificata | -            |
| 1966 | 3º posto        | Convocazioni |
| 1970 | 4º posto        | Convocazioni |
| 1974 | 5º posto        | Convocazioni |
| 1978 | non qualificata | -            |
| 1982 | non qualificata | -            |
| 1986 | non qualificata | -            |
| 1990 | non qualificata | -            |
| 1994 | non qualificata | -            |
| 1998 | non qualificata | -            |
| 2002 | non qualificata | -            |
| 2006 | non qualificata | -            |
| 2010 | non qualificata | -            |
| 2014 | non qualificata | -            |
| 2018 | non qualificata | -            |
| 2022 | non qualificata | -            |